# Wolf Buchinger

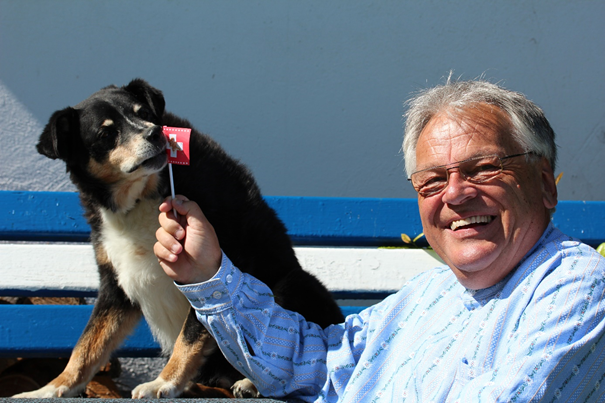
Wolf Buchinger (2014)

Kurt Hans-Wolf Buchinger (* 28. Dezember 1943 in Homburg) ist ein Schweizer Schriftsteller, Moderator und Musiker.

## Leben
Wolf Buchinger wuchs in Waldmohr in der Westpfalz auf. Er besuchte Gymnasien von Homburg (Saar) und Kusel (Pfalz) und schloss 1964 mit dem Abitur ab. An der Universität Saarbrücken studierte er Germanistik und Geografie. 1969 heiratete er. Nach dreijähriger Lehrtätigkeit auf der Sekundarstufe II im Saarland zog er 1972 in die Schweiz und liess sich in Goldach am Bodensee nieder. Er arbeitete 25 Jahre als Sekundarlehrer in St. Gallen und im Pestalozzidorf Trogen. Seit 1994 ist er als Coach und Kommunikationstrainer im Management tätig. Seit 2010 hält Buchinger Referate und Seminare zum Thema "Alt werden", und er hat einen entsprechenden Ratgeber „Positiv ins Alter“ geschrieben.
Wolf Buchingers literarisches Werk umfasst Kurzgeschichten, Gedichte, Romane, Fachbücher, Theaterstücke. Auch schreibt er seit 30 Jahren regelmässig Artikel für den „Nebelspalter“, das Schweizer Satiremagazin (Signatur „wb“). Buchinger war auch als TV-Moderator tätig, so beim Zürcher Stadtsender „Hasli-TV“, bei „Tele Ostschweiz“ und bei „tvo“, seit 2018 Autor bei der Online-Zeitung «dieOstschweiz».
Als Musiker (Komponist, Texter und Keyboarder) ist er seit 1982 zusammen mit seiner Ehefrau Inga (Sängerin) als Kernbeissers mit Programmen in deutscher und französischer Sprache unterwegs, u. a. auch mit Tournéen in Senegal, Mali und Madagaskar. Die Programme sind ein Mix aus meist eigenen deutschen Chansons und Texten in deutscher und französischer Sprache, seit 2018 mit «Kernbeissers Monatssong» auf «dieostschweiz.ch»

## Werke (Auswahl)

### Kurzgeschichten
- Satire satt. Pingpong-Verlag, Erlen 2020, ISBN 978-3-9524714-6-3. (auch als E-Book)
- Blechschüssel und Busen. Momente eines Lebens. Pingpong-Verlag, Erlen 2015, ISBN 978-3-9523810-6-9.
- Die Highlights der Bibel. Pingpong-Verlag, Erlen 2017, ISBN 978-3-9524714-1-8. (auch als E-Book)
- Ich bin jetzt in der Schweiz. Bruckmann-Verlag 2012, München, ISBN 978-3-7654-6177-4.

### Romane
- Bodensee-Speck. Regio-Krimi vom Schweizer Bodenseeufer. Bielefeld, Friedland 2006, ISBN 3-89833-124-5.
- Frankreich, oh là là. Pingpong-Verlag, Erlen 2015, ISBN 978-3-9523810-9-0.
- Vater und Klon. Roman Pingpong-Verlag, Erlen [2017], ISBN 978-3-9524714-0-1.
- Stromboli. Er kam, sah und blieb. Pingpong-Verlag, Erlen 2018, ISBN 978-3-9524714-2-5.
- Nacht über Maspalomas. Pingpong-Verlag 2020, ISBN 978-3-9524714-4-9.
- Ursulas Lust, Pingpong-Verlag 2020, ISBN 978-3-9524714-5-6

### Sachbücher
- Kommunikation und Präsentation. Klaus Bielefeld Verlag, Friedland 2004, ISBN 3-89833-117-2.
- Positiv ins Alter. Ihr Ruhestandsplaner. Pingpong-Verlag, Erlen [2017], ISBN 978-3-9523810-1-4.
- Das @ und O der E-Mail-Kommunikation. Pingpong-Verlag (auch als Hör-CD)

### MusikprogrammeKernbeissers: Chansons und Texte
- 150 Jahre Kernbeissers – ihre Lieder – ihr Leben
- Frankreich oh là là, Lesung mit Chansons
- Edith Piaf – ihre Lieder – ihr Leben
- Marlene Dietrich – ihre Lieder – ihr Leben
- Caterina Valente – ihre Lieder – ihr Leben
- Die kleine Kneipe unter der Brücke am Kwai, musikalische Zeitreise 1920 - 1970
- Senior, Hits und Tipps für die dritte Lebenshälfte
- Nebelspalter, Texte und Crazy Songs

### TV-Sendungen
- in persona. 1994–1997.
- Generation Gold. 2008–2009.
- Wolfsmenschen. 2009–2013.